# Aoplus cestus
Aoplus cestus là một loài tò vò trong họ Ichneumonidae.